# Ignacio Warnes
Ignacio Josef Xavier Warnes  (Buenos Aires, Imperio español; 27 de noviembre de 1770 (Santa Cruz de la Sierra, Provincia de Charcas; 21 de noviembre de 1816) fue un militar porteño que tuvo un importante papel en las batallas de la independencia, sobre todo en el actual departamento de Santa Cruz de la Sierra. Participó en el bando realista durante la defensa hispánica contra las invasiones inglesas, pero luego pasó al bando revolucionario y jugó un rol destacado en la guerra de Independencia de la Argentina y en la guerra de Independencia de Bolivia.
Es considerado uno de los grandes próceres de la Republiqueta de Santa Cruz (actual departamento de Santa Cruz) y de Bolivia entre 1813 y 1816, esto a pesar de haber realizado una controvertida campaña en la que se destruyó el patrimonio histórico de las misiones jesuíticas chiquitanas.

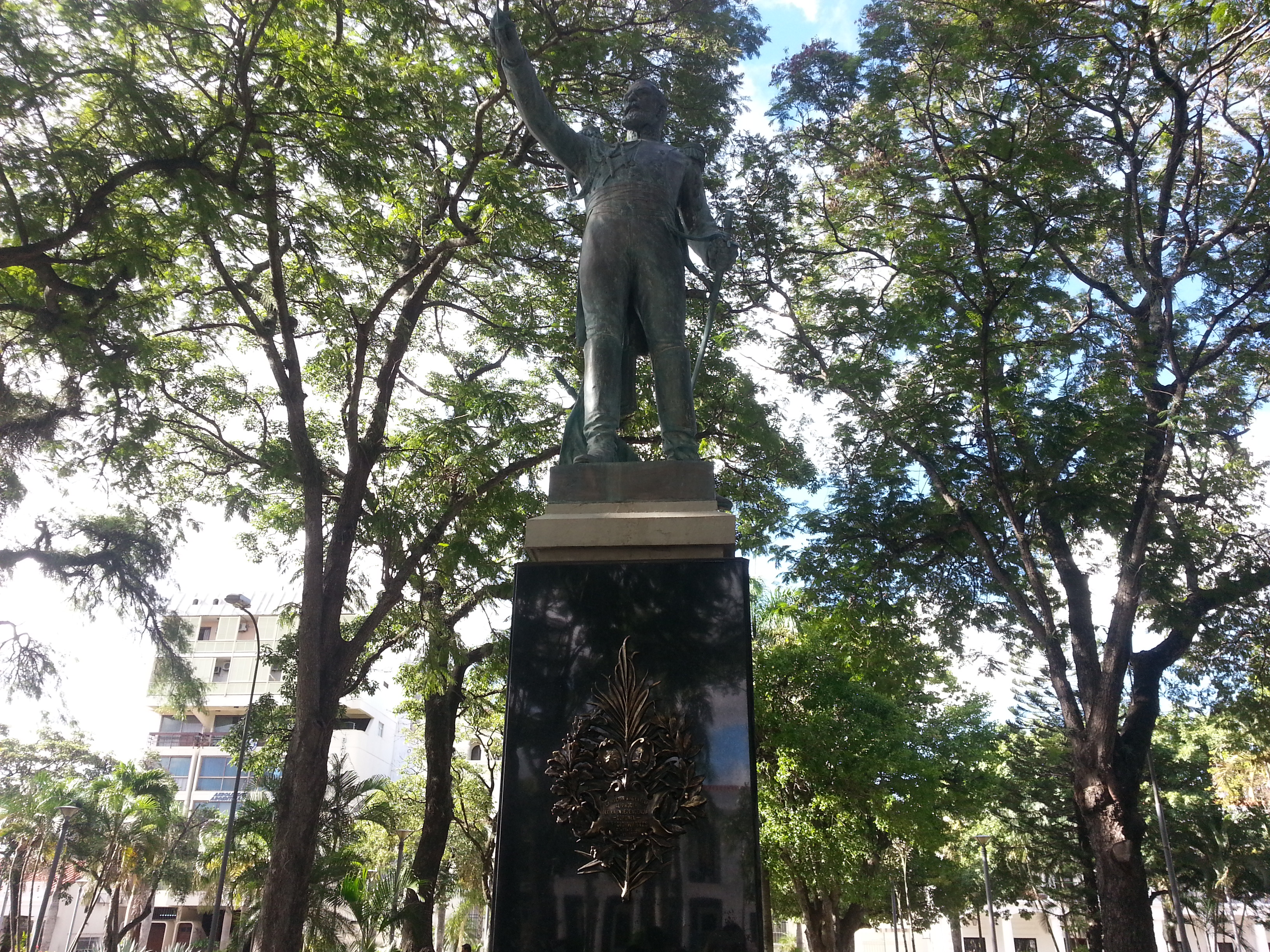
Monumento de bronce a Ignacio Warnes en Santa Cruz de la Sierra.

Murió en la batalla de El Pari, una de las más sangrientas de la guerra de la independencia, derrotado por el realista Francisco Xavier de Aguilera, y  su cabeza fue exhibida en una pica.

## Familia
Era hijo del comerciante Manuel Antonio Warnes y Ana García de Zúñiga, perteneciente a una de las familias más ricas del virreinato. Entre algunos de sus hermanos se encontraban el sargento Martín Warnes, Manuela Warnes, primera dama de Chile por ser cónyuge del general José Joaquín Prieto, y Martina Warnes, una de las primeras "patricias argentinas". 
Era sobrino de los estancieros Juan Francisco García de Zúñiga y Esteban García de Zúñiga, y primo hermano –al mismo tiempo que tío– del político rosista Victorio García de Zúñiga y del militar Tomás García de Zúñiga, de activa participación en la Banda Oriental.

## Inicios y carrera militar
De joven se volcó a las milicias e ingresó como cadete en el Cuerpo de Blandengues de Montevideo, destinado a cuidar las fronteras. El 2 de enero de 1799 fue nombrado alférez del Cuerpo de Blandengues de Buenos Aires. Entre 1806 y 1807 combatió en las Invasiones Inglesas bajo bandera del cuerpo de caballería de frontera del que formaba parte. En 1810 adhirió a la Revolución de Mayo y se alistó en los ejércitos de la emancipación. Forjó una estrecha amistad con el general Manuel Belgrano. Ambos eran nacidos en 1770 y habían sido compañeros de estudio, primero en el Convento de los Dominicos y luego en el Real Colegio de San Carlos. Así fue que Belgrano lo puso a su mandó y pasó a ser uno de sus principales hombres de confianza en batalla. Tal era la cercanía, que revistó como su lugarteniente y secretario privado durante la expedición al Paraguay.
En esa campaña fue comisionado como embajador parlamentario. El 6 de diciembre de 1810, desde Candelaria, Belgrano dirigió un oficio al gobernador del Paraguay Bernardo de Velasco, incluyendo al Cabildo de Asunción y al obispo, en el cual demandaba un acuerdo que evitase el derramamiento de sangre, e invitaba a apoyar a la Primera Junta con el envío de un diputado. El capitán Warnes llevó el parlamento pero fue apresado por Pablo Thompson, jefe de un destacamento paraguayo apostado en la margen opuesta del río y remitido engrillado a Asunción, desde donde fue enviado a Montevideo. Tras ser liberado, se incorporó a las fuerzas del Ejército del Norte y fue promovido al grado de teniente coronel. 
Fue nombrado jefe del Regimiento N° 6 de Infantería, conocido como 6 del Perú. Se destacó en las batallas de Tucumán y Salta, luego de las cuales el Ejército del Norte reintentó la liberación del Alto Perú.

## Santa Cruz de la Sierra
Tras estos sucesos, Belgrano lo comisionó en 1813 desde Potosí, para que avanzara por el Chaco Boreal y ocupara la ciudad de Santa Cruz de la Sierra, de la que fue nombrado Gobernador por el mismo general. Asumió el gobierno bajo la autoridad de las Provincias Unidas del Río de la Plata y subordinado, en lo político, a Juan Antonio Álvarez de Arenales en su calidad de "gobernador político y militar de la provincia de Cochabamba y todas sus dependencias [incluyendo Santa Cruz]".
Organizó allí un ejército formal, instruyendo personalmente a sus hombres y fabricando su propio armamento. Mientras el resto del Ejército se retiraba a Salta logró mantener el control de su provincia. Se mostró como un brillante organizador militar; reforzó tanto la caballería como la artillería, y aumentó la infantería creando el batallón de "Pardos y Morenos", al estilo de los de Buenos Aires, decretando la libertad inmediata de todos los esclavos de la provincia. Mantuvo un gobierno autónomo y no coordinó sus acciones con el jefe de la región de La Laguna, Manuel Ascensio Padilla, esposo de Juana Azurduy.
A pesar de presentarse conflictos en la relación con Juan Antonio Álvarez de Arenales, gobernador de Cochabamba, se mostró decisivo y se apuró en ayudarlo cuando este debió evacuar la ciudad, luego de ser vencido por el coronel José Joaquín Blanco en el combate de Angostura. Juntos derrotaron a los realistas en la batalla de La Florida, el 25 de mayo de 1814. En esa batalla, Arenales fue alcanzado por una partida enemiga, y dejado por muerto con varios cortes de sable en la cabeza, pero salvó la vida. Por ello, cuando la batalla estaba casi terminada, Warnes desafió y mató en duelo de sables al comandante, coronel Blanco.
A su retorno a Santa Cruz, se presentaron problemas políticos internos y Warnes optó por presentar su renuncia. Sin embargo, sus allegados pidieron que regrese a su cargo en agosto de 1815. Fue posesionado con la ceremonia de rigor y los simpatizantes de la Revolución en el vecindario costearon la campaña a Chiquitos, donde se encontraban los realistas Udaeta y Altolaguirre con 5000 hombres armados. 
Regresado el Ejército del Norte, entró en contacto con el general José Rondeau, ofreciéndole caballos y tropas de caballería, además de servicios de mensajes y coordinación. Rondeau rechazó el ofrecimiento y decidió enviar al exgobernador cordobés Santiago Carrera a reemplazarlo en el gobierno de Santa Cruz. Warnes estaba en la zona selvática de Chiquitos, persiguiendo a una división realista, por lo que Carrera pudo entrar en la ciudad. Pero los partidarios de Warnes provocaron una revuelta, en que Carrera fue muerto con varios de sus acompañantes.
Mientras tanto, Warnes alcanzaba y derrotaba a los realistas de Chiquitos, el 7 de octubre, en la batalla de Santa Bárbara (hoy ubicada cerca de San Rafael, en la provincia Velasco al noroeste de Santa Cruz, que limita con Brasil)

## Muerte en combate
Pocos días más tarde, derrotado Rondeau en la Batalla de Sipe Sipe, quedó Warnes nuevamente a cargo de Santa Cruz "hasta que, repuestas su fuerzas, pueda este Ejército volver...", como le dejó dicho Rondeau. Pero el Ejército del Norte nunca regresó, y Warnes y Padilla se vieron cada día más presionados por el avance de los realistas.
El general Pezuela puso sus ojos en el centro del continente, y en diciembre desplazó al batallón Fernando VII en persecución de los patriotas, instruyendo su aumento y reforzamiento en la marcha.
En 1816 se reunió en San Miguel de Tucumán el Congreso en el mes de julio declaró la "Independencia de las Provincias Unidas en Sudamérica". El general Belgrano envió copia del Acta al gobernador Warnes en Santa Cruz, como consta en su correspondencia dirigida a Güemes. 
En septiembre de 1816, el coronel realista Francisco Javier Aguilera, nacido en Santa Cruz, derrotó y ejecutó a Padilla en La Laguna, junto a 700 de sus hombres, que murieron con las armas en la mano. En noviembre avanzó hacia su ciudad natal con 1600 hombres.
Warnes salió con más de 1200 soldados al encuentro de Aguilera en la batalla de El Pari. La caballería realista fue vencida y perseguida hasta el pueblo de Peji, y la división de Aguilera perdió la mayor parte de sus hombres, pero Warnes fue alcanzado por una bala de cañón y muerto. La infantería patriota siguió el combate hasta caer la noche. Cuando la victoriosa caballería, comandada por el coronel José Manuel Mercado, llegó al campo de El Pari, ya no era posible combatir y la falta del líder mermó los ánimos del comandante de la infantería Saturnino Salazar. Fue la batalla más sangrienta de la emancipación y una de las más largas, pues comenzó a las 11 de la mañana y continuó hasta la noche. El propio comandante realista escribió: “…después de la más sangrienta batalla… violenta y rigurosa hasta las seis de ella, y subsiguiente sin intervalos toda la noche…” (Aguilera).
En vano se intentó definir la batalla a bayoneta. En el Campo del Pari quedaron tendidos más de 2000 hombres, de ambos bandos, y varias mujeres cruceñas que asistían como auxiliares. Allí sucumbió totalmente el famoso batallón Fernando VII, en manos de los Pardos Libres de Santa Cruz, del que sobrevivió solo un soldado. También fue aniquilado gran parte del batallón Talavera de la reina, frente a la infantería de los Voluntarios de Santa Cruz. 
Aguilera entró a su ciudad dos días después con sólo 200 sobrevivientes y un solo comandante de apellido Rocabado. Ordenó clavar la cabeza de Warnes en una pica, y colocarla en la plaza de Santa Cruz de la Sierra. No obstante, el retraso causado por la campaña de Aguilera y la pérdida de casi todos sus hombres, en esta batalla se frustraron los planes de Pezuela de invadir Salta y las provincias del sur por ese flanco. 
En los siguientes meses vinieron los fusilamientos y la persecución de mujeres por parte de los "tablas", pese a las prohibiciones del nuevo gobernador. Aquellas valientes viudas de El Pari, se habían refugiado en la campiña y ante el acoso de los soldados los fueron matando uno a uno, quedando solo 13 con vida. Así el ejército invasor acabó en Santa Cruz y Aguilera dedicó más tiempo a obras de desarrollo.
La caballería y el resto de la infantería patriota sobreviviente sumaron 350 hombres, quienes se refugiaron en el fuerte de Saipurú (provincia Cordillera) y desde allí continuaron la lucha hasta vencer y tomar la plaza de Santa Cruz el 14 de febrero de 1825. Semanas después se realizó el sepelio de Warnes con honores.
Aguilera logró escapar y fiel a sus ideales intentó un levantamiento a favor de la corona en 1828. Fue ejecutado y su cabeza colocada en una pica en la plaza de Vallegrande.
Carta del gral. Belgrano a Ana García de Zúñiga, madre del coronel Warnes.
"Muy Señora mía; Dudé mucho tiempo de la suerte de nuestro Ignacio, y hasta que por conducto fidedigno no supe la gloria con que cubrió su carrera, no quería creer que Vd. y la Patria hubiesen perdido un hijo tan digno y yo un verdadero amigo.
Cuan sensible me es renovar a Vd. memoria tan amarga. Pero no me equivoco; todo debe consolar a Vd, ya que acabó en defensa de la Patria y por consiguiente, Dios lo ha premiado, y el mundo verá en él un héroe que representará a los venideros por ejemplo. Quiera Vd. permitirme que salga de la rutina de los pésame, y que si concede a Vd. los sentimientos de una tierna madre, también exija los de una heroína cristiana que debe ver en todo la mano del Altísimo y en este caso el fin de un hijo de la Patria, más que de Vd. conseguido en su honor." 
Firmado: M. Belgrano, Tucumán, 10 de Enero de 1818.

## Homenajes
Ignacio Warnes ha pasado a ser considerado un prócer tanto en la Argentina como en Bolivia, y en especial es considerado el Libertador de la región cruceña, de modo que una ciudad y una provincia de tal región le conmemoran, teniéndolo por epónimo. Además, un monumento con su figura y su espada apunta a la zona de El Pari en el Centro Cívico de la Plaza 24 de Septiembre de la ciudad de Santa Cruz de la Sierra.
En la Provincia de Buenos Aires (Argentina) ha sido homenajeado con la denominación de la localidad de Warnes, perteneciente al Partido de Bragado. Calles en varias ciudades, y una importante avenida en Buenos Aires homenajean también a este militar.
El Regimiento de Infantería de Monte 29 del Ejército Argentino tiene el nombre Coronel Ignacio José Warnes.
El año 2003 el Congreso de la República de Bolivia le reconoció su ascenso póstumo al grado de general, por su victoria en la misión de Florida. El ascenso póstumo en la República Argentina aún está en proceso, gestionado por diversas instituciones civiles.

## Controversia
La figura de Warnes no estuvo exenta de polémica, debido a su actuación durante las guerras revolucionarias en Charcas. Diversos autores han reconocido que cometió excesos al comandar sus tropas, entre ellos, los historiadores César Sánchez (Perú), José Luis Roca y Daniel Dory (Bolivia). Entre otros motivos, se ha criticado a Warnes por atentar contra los derechos de la Iglesia Católica, excederse en la violencia contra los indígenas del oriente boliviano y por la destrucción de bienes públicos y privados en el actual departamento de Santa Cruz.
«Ignacio Warnes, coronel rioplatense veterano de Salta y Tucumán, había sido gobernador revolucionario de Santa Cruz entre 1813 y 1820. «[I]mbuido de las ideas radicales, propias de la “Asamblea del año XIII” reunida en Buenos Aires bajo la orientación ideológica de Castelli y Alvear», confiscó los bienes del clero, iniciando una intensa campaña de transformación social y política, que acabó por generar una reacción contrarrevolucionaria de algunos vecinos cruceños que solo sería aplacada mediante fusilamientos». — César Félix Sánchez Martínez, «Los realistas andinos. Una visión preliminar (1814-1828)». Revista Fuego y Raya Nº 13. 2017. Pp 75.
«Si el anticristianismo de raíz jacobina de algunos independentistas se había expresado hasta el momento en gestos blasfemos como los cometidos por la tropa de Castelli o el sermón sacrílego titulado La vida es un largo sueño que el tucumano Bernardo Monteagudo pronunció disfrazado de cura en los púlpitos de por lo menos dos iglesias en Potosí y en el pueblo de Laja, además del acoso sistemático al alto clero y de cierto expolio de bienes eclesiásticos; es con Ignacio Warnes que asoma ya una concreción violenta, especialmente contra las misiones». — César Félix Sánchez Martínez, «Los realistas andinos. Una visión preliminar (1814-1828)». Revista Fuego y Raya Nº 13. 2017. Pp 75.
«Warnes arremetió sin piedad contra los chiquitanos, ocasionando un genocidio en el punto de Santa Bárbara con la excusa que las víctimas eran “realistas”. En tierra chiriguana se cometieron excesos igualmente repudiables. En 1813, apenas posesionado de la gobernación cruceña, Warnes mandó prender a los 14 religiosos de las otras tantas misiones franciscanas las que quedaron a merced del pillaje de su tropa. Según testimonio de un fraile de esa congregación “todo fue saqueado, las iglesias quemadas, destruidas las habitaciones de los padres [así como] las escuelas, almacenes y oficinas; los cañaverales y algodonales arrasados, de las campanas se hicieron pailas y las piezas del hermoso reloj de Abapó, convertidas en lanzas”». — José Luis Roca, Ni con Lima ni con Buenos Aires: la formación de un Estado nacional en Charcas. 2ª ed. Plural Editores. La Paz, 2011, Pp 657.
Por otro lado, el historiador Daniel Dory, en su libro sobre las exploraciones del cochabambino Cristián Suárez Arana en Santa Cruz a fines del siglo XIX, describe que hubo un intento de restablecer algo previamente destruido por las tropas de Warnes durante la Guerra de Independencia de Bolivia:
«En ese momento (entre 1875 y 1890), parece reinar una relativa y tensa calma en la zona, que es aprovechada por los Franciscanos italianos del Colegio de Propaganda Fide de Potosí, encargados del norte de la Chiriguania, para consolidar las misiones que se volvieron a fundar en la zona, a partir de 1870, después de un largo paréntesis de abandono debido a la destrucción, entre 1813 y 1816, por iniciativa de Warnes, de las reducciones establecidas en la época colonial». — Daniel Dory, Cristián Suárez Arana: exploraciones.